# Oncocnemis deserta
Oncocnemis deserta là một loài bướm đêm trong họ Noctuidae.